# Río Shallap

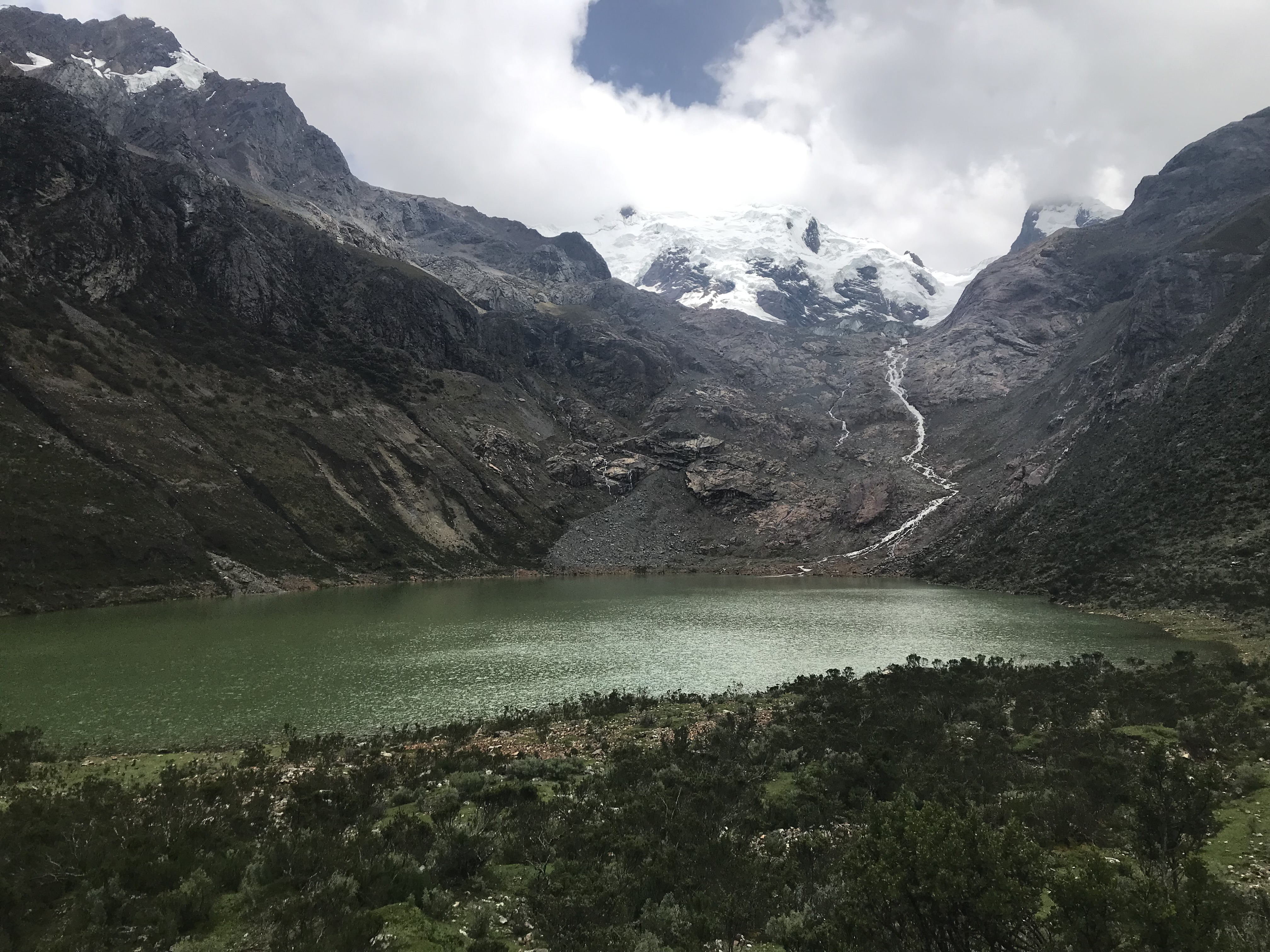
El río Shallap nace en la laguna del mismo nombre.

El río Shallap es un río en la provincia de Huaraz en la región Áncash en Perú que forma parte de la subcuenca del río Quillcay. Las aguas de la microcuenca de Shallap se juntan con las aguas de la microcuenca de Quilcayhuanca y con las aguas que descienden de la laguna Churup formando el río Auqui. El río nace en la laguna Shallap, ubicada al fondo de la quebrada homónima.
El agua de la microcuenca Shallap es utilizada para consumo humano y como recurso hídrico para actividades agrícolas. El canal de regadío Shallap-Huapish-Toclla utiliza estas aguas para irrigar un área de actividad agrícola de aproximadamente 2520 hectáreas que abastece a 3040 familias. La captación del canal de regadío se ubica a una altitud de  4109 m s.n.m.

## Calidad de agua
Se ha detectado la presencia de los siguientes metales pesados en el agua de la microcuenca Shallap: arsénico, cadmio y plomo.  En 2014, el investigador Raúl Loayza Muro de la Universidad Peruano Cayetano Heredia publicó un estudio de la calidad de agua del río Shallap, que abastece de agua al canal Shallap-Huapish-Toclla. Los resultados mostraron que el agua de la captación del canal Shallap-Huapish-Toclla tiene un pH ácido de 4.1, una conductividad eléctrica alta, y altas concentraciones de aluminio, hierro, manganeso, arsénico, cadmio y cromo.
La presencia de estos metales se ha generado debido al drenaje ácido de rocas (DAR) tras el retroceso glaciar en la Cordillera Blanca.